# Otigoniolejeunea
Otigoniolejeunea là một chi rêu trong họ Lejeuneaceae.